# Makrofag
Makrofager (grovæderceller, fra græsk μακρός [makrós] stor, og φαγεῖν [phagein] spise), forkortet MΦ, er en type hvide blodlegemer, der som del af immunsystemet opsluger og nedbryder beskadigede celler og celle-affald, fremmedlegemer, mikrober, kræftceller og alt andet, hvis overflade ikke indeholder de proteiner, som karakteriserer sunde kropsceller.
Disse store fagocytter findes i næsten alt kropsvæv, hvor de bl.a. jagter de sygdomsfremkaldende patogener ved hjælp af amøbeagtige bevægelser, se figur. De spiller også en vigtig rolle i såvel det uspecifikke som det adaptive immunforsvar, hvor de samarbejder med T-celler og andre lymfocytter. Hos mennesker kan svækkede makrofager føre til alvorlig sygdom, såsom kronisk granulomatøs sygdom, der medfører hyppige infektioner.
Visse makrofager er som del af immunsystemet i stand til at fremkalde inflammation (type M1), mens andre virker anti-inflammatorisk og vævsopbyggende (type M2), bl.a. ved udsendelse af signalmolekyler.
Menneskekroppens makrofager, som udvikles ud fra andre hvide blodlegemer, er typisk omkring 21 mikrometer I diameter. Man sporer dem bl.a. ved ad immunohistokemisk vej at fastlægge deres indhold af forskellige proteiner.
Makrofager blev første gang beskrevet i 1884 af den russiske zoolog Élie Metchnikoff.